# Parafia Trójcy Świętej w Rucianem-Nidzie
Parafia Trójcy Świętej w Rucianem-Nidzie została utworzona w 1989 roku. Należy do dekanatu Pisz diecezji ełckiej. Kościół parafialny został zbudowany w latach 1986–1992 w stylu nowoczesnym. Mieści się przy ulicy Polnej, w dzielnicy Nida.

## Historia
Parafię została erygowana 25 grudnia 1989 roku przez biskupa Edmunda Piszcza poprzez wydzielenie z Parafii Matki Boskiej Miłosierdzia Ostrobramskiej w Rucianem Nidzie. Autorem projektu kościoła jest Leszek Paliński z Olsztyna. Po poświęceniu placu przez ks. biskupa Juliana Wojtkowskiego 22 czerwca 1986 roku w lipcu rozpoczęto budowę kościoła. Został on konsekrowany 18 czerwca 2000 roku przez ks. biskupa Wojciecha Ziembę. 

## Proboszczowie
- ks. prał. Czesław Giza (1989–2005)
- ks. kan Marek Święch (2005–2016)
- ks. kan. Jan Ostrowski (od 2016)